# Дмитрівська сільська рада (Приазовський район)
| Дмитрівська сільська рада — колишній орган місцевого самоврядування у Приазовському районі Запорізької області з адміністративним центром у селі Дмитрівка. Дмитрівська сільська рада утворена у 1943 році. Територією сільської ради тече річка Домузла. Сільській раді було підпорядковано село Дмитрівка. |

## Склад ради
Рада складалася з 14 депутатів та голови.

### Керівний склад ради
| ПІБ                         | Основні відомості                                                    | Дата обрання | Дата звільнення |
| --------------------------- | -------------------------------------------------------------------- | ------------ | --------------- |
| Хижук Валерій Володимирович | Сільський голова, 1964 року народження, освіта, член Партії регіонів | 26.03.2006   | 14.07.2009      |

Примітка: таблиця складена за даними вебсайту Верховної Ради України